# Максвелл (кот)
Максвелл (англ. Maxwell the Cat, настоящее имя ― Джесс, англ. Jess) ― интернет-мем с домашней кошкой по кличке Джесс, ставшей популярной в Интернете после того, как её хозяин под ником Voidhawk42 выложил фотографию Джесс на сайте Imgur в 2017 году. Кошку приобрела супруга Voidhawk, чтобы справиться с психическими проблемами. В начале 2020 года Джесс скончалась из-за злокачественной опухоли. В 2022 году появилась трёхмерная модель питомца, которая получила имя Максвелл. Её начали добавлять в различные компьютерные игры, и с ней создавались видео, на которых Максвелл крутился под музыку. Хозяева Джесс, узнав о том, что она стала популярным мемом, посчитали сохранение памяти о ней таким способом очаровательным.

## Биография
Кошка Джесс чёрно-белого окраса принадлежала пользователю сайта Imgur под ником Voidhawk42 и его невесте (и позднее жене). По словам самого Voidhawk, его невеста приобрела Джесс после попытки самоубийства, что помогло улучшить психическое здоровье девушки. В январе 2020 года после посещения ветеринарной клиники выяснилось, что у Джесс была непроходимость кишечника, на лечение которой потребовалось 1500 фунтов стерлингов. Позднее оказалось, что у Джесс был рак, и кошка скончалась в начале 2020 года в возрасте девяти лет.

## Интернет-мем
Джесс стала популярной после того как её хозяин под ником Voidhawk42 в ноябре 2017 года выложил фотографию на сайт Imgur, на которой кошка сидит на листке с бумаги с надписью «Пожалуйста, не сгибайте» (англ. Please do not bend), помяв его. Пользователь подписал фотографию: «Кошкам наплевать на человеческие законы» (англ. Cat does not care for laws of man). После этого пользователи Интернета начали распространять фотографию по Сети, часто называя кошку другими именами. 12 октября 2022 года пользователь Steam под ником «шизео кодзима» загрузил на площадку Steam Workshop для игры Garry’s Mod трёхмерную модель кошки, назвав её dingus. Модель просмотрели 20 тысяч раз и поставили ей 500 положительных оценок, при этом пользовали Сети изначально не знали о смерти Джесс.
Позднее в том же месяце загрузили другую модель, которую было возможно держать в игре Garry’s Mod. Автор модели назвал её котом Максвеллом, популяризовав это имя. За месяц пользователи Steam Workshop просмотрели эту модель 100 тысяч раз и поставили ей 6500 положительных оценок. Максвелл начал появляться в разных играх в качестве пасхального яйца или главного героя, например, в Drifting With Maxwell The Cat: The Game. Видеоролики и записи с Максвеллом начали появляться на YouTube и в Твиттере.
4 ноября 2022 года пользователь Твиттера под ником blastycat выложил GIF-изображение Максвелла, на котором кот крутился; на следующий день другой пользователь выложил GIF-изображение кота, где Максвелл представал в образе крутящегося объекта из серии игр Final Fantasy. Обе записи стали популярными. Позднее в том же месяце в социальной сети Tumblr появились видео, где Максвелл крутится под различную музыку. Позднее такие же видео стали популярными в Твиттере, на YouTube и на платформе TikTok, где пользователи сочиняли истории с Максвеллом под песню «The Funky Russian Train» группы Sinister Sane (например, в одной из них кот подружился с капибарой). Позднее в TikTok появился и фильтр с Максвеллом. В Сети питомец стал также известен как Крутящийся кот (англ. Spinning Cat) и Дингус (англ. Dingus), так как в Интернете не знали настоящего имени кошки и была популярна версия, что Максвелл ― это популярный в TikTok кот Дингус.
Хозяева Джесс сказали журналистам Kotaku, что не знали о популярности своего питомца. Они посчитали сохранение памяти о кошке через популярную в Интернете трёхмерную модель очаровательным. У одного из хозяев, по собственным словам, в детстве был кот по имени Макс.